# Monomorium medinae
Monomorium medinae är en myrart som beskrevs av Auguste-Henri Forel 1892. Monomorium medinae ingår i släktet Monomorium och familjen myror. Inga underarter finns listade i Catalogue of Life.